# Corte
Corte (kors. Corti) – miejscowość i gmina we Francji, w regionie Korsyka, w departamencie Górna Korsyka, położone nad rzeką Tavignano, na trasie wąskotorowej kolei korsykańskiej z Ponte-Lecce do Ajaccio.
W latach 1755–1769 była to stolica niepodległej Republiki Korsykańskiej, rządzonej przez Pasquale'a Paoliego. Rolę centrum politycznego straciła podczas okresu ponownej niepodległości Korsyki jako Królestwa Anglo-Korsykańskiego w latach 1794–1796, kiedy to w 1795 roku wicekról Gilbert Elliot zadecydował o przeniesieniu stolicy do nadmorskiej Bastii, co było jedną z przyczyn sporów między Korsykanami a brytyjską administracją.
Według danych na rok 1990 gminę zamieszkiwały 5693 osoby, a gęstość zaludnienia wynosiła 38 osób/km².